# James B. Edwards

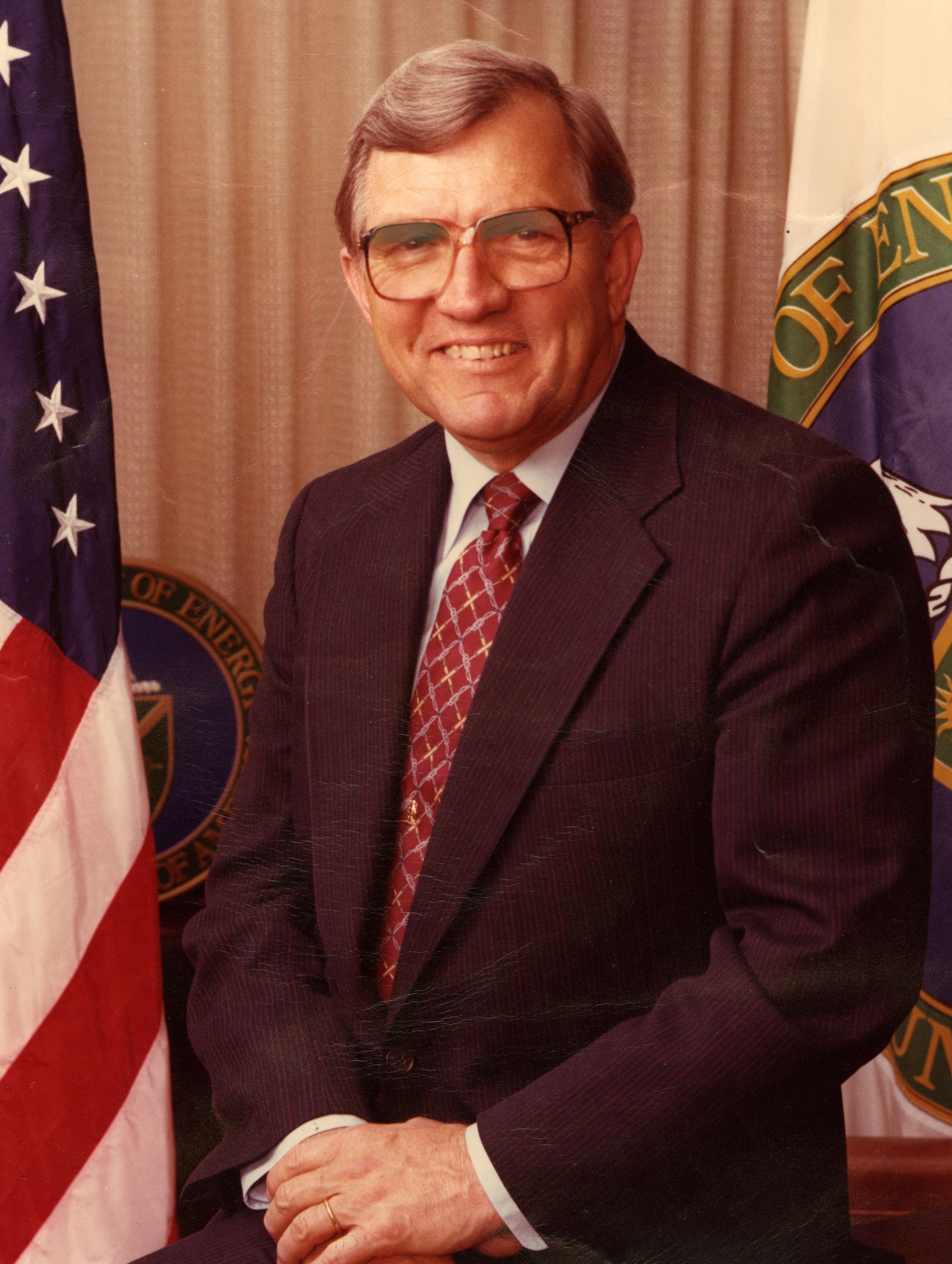
James B. Edwards

James Burrows Edwards (* 24. Juni 1927 in Hawthorne, Florida; † 26. Dezember 2014 in Mount Pleasant, South Carolina) war ein US-amerikanischer Zahnmediziner und Politiker. Er war von 1975 bis 1979 Gouverneur von South Carolina.

## Frühe Jahre
Edwards diente während des Zweiten Weltkriegs in der US-Marine als Offizier. Anschließend wurde er bei dieser Waffengattung Reservist. James Edward studierte am College of Charleston Medizin und an der University of Louisville Zahnmedizin. Zwischen 1958 und 1960 war er als Zahnarzt im Henry Ford Hospital in Detroit tätig. Im Jahr 1960 eröffnete er in Charleston eine Zahnarztpraxis. In der Folge übernahm er mehrere Funktionen im Bereich der Zahnmedizin, so wurde er 1964 Berater der US-Gesundheitsbehörde in Charleston. Im Jahr 1966 wurde er Vizepräsident einer Privatschule in Mount Pleasant und 1968 wurde er als Zahnmediziner an der University of South Carolina angestellt.

## Politischer Aufstieg
Politisch bekannte sich James Edwards zur Republikanischen Partei. Diese Partei hatte seit dem Ende der Reconstruction in den 1870er Jahren in South Carolina keine große Bedeutung gehabt. Zeitweise hatte sie nicht einmal Kandidaten für die Gouverneurswahlen aufgestellt. Seit dem Ende des Zweiten Weltkriegs und der Zeit der Bürgerrechtsbewegung hatten sich aber die Machtverhältnisse in South Carolina zu Gunsten der Republikaner verschoben. Schon bei den Gouverneurswahlen des Jahres 1970 war ihr Kandidat Albert Watson auf über 45 % der Stimmen gekommen und nur knapp gegen John Carl West unterlegen.
Im Jahr 1972 wurde James Edwards in den Senat von South Carolina gewählt. Nachdem er sich innerhalb seiner Partei gegen General William Westmoreland durchgesetzt hatte, wurde er für die Gouverneurswahlen des Jahres 1974 nominiert. Die Wahl fand am 5. November statt und Edwards erhielt 50,9 % der Wählerstimmen, sein demokratischer Gegenkandidat William Jennings Bryan Dorn kam auf 47,6 %. Damit war er der erste republikanische Gouverneur des Staates seit dem 1874 gewählten Daniel Henry Chamberlain.

## Gouverneur von South Carolina
Gouverneur Edwards’ Amtszeit begann am 15. Januar 1975 und endete vier Jahre später am 10. Januar 1979. In dieser Zeit wurde in South Carolina die zwischenzeitlich ausgesetzte Todesstrafe wieder eingeführt. Das Budget für die Bildungspolitik wurde neu zu Gunsten der ärmeren Schulbezirke verteilt. Ansonsten verlief seine Amtszeit ohne besondere Vorkommnisse.

## Weitere Karriere
Nach Ablauf seiner Amtszeit war Edwards in verschiedenen Positionen tätig. Präsident Ronald Reagan ernannte ihn 1981 zu seinem Energieminister. Dieses Amt behielt er bis 1982. Dann wurde er für die nächsten 17 Jahre Leiter der medizinischen Fakultät der University of South Carolina. Zuletzt trat er als Unterstützer von Mitt Romney in Erscheinung, der sich erfolglos um die republikanische Nominierung für die Präsidentschaftswahlen des Jahres 2008 bemühte.

## Ehe
Er war seit 1951 bis zu seinem Tode verheiratet.